# Johan Maurits Mohr
Johan Maurits Mohr (Eppingen, Alemania, c. 18 de agosto de 1716 – Batavia, Indias Orientales Neerlandesas, 25 de octubre de 1775) fue un pastor holando-alemán que trabajó en los campos de la astronomía, la meteorología y la vulcanología.

## Biografía
Mohr nació en 1716 en Eppingen (Alemania). Estudió teología en la Universidad de Groninga desde 1733 a 1736. En el año 1737 se asienta en Batavia (Indias Orientales Neerlandesas). En 1739 se casa con Johanna Cornelia van der Sluys.
En 1743 Mohr es convertido rector del apenas creado Seminario Teológico de Batavia. Durante esta época, Mohr publicaría diversos trabajos teológicos, incluyendo traducciones de la Biblia al portugués y el malayo.
En 1752 se casa por segunda vez con Anna Elisabeth van 't Hoff, después de la muerte en septiembre de 1750 de su primera esposa.
Hasta finales de los años 1750 no hay evidencias del interés de Mohr por la astronomía.
Esto cambiaría con la llegada tránsito de Venus del 6 de junio de 1761 en cuyas observaciones desde Batavia colaboró. Tras la muerte de su suegro Jan van 't Hoff en abril de 1763, con parte de la herencia construyen un lujoso edificio de 80 pies de altura coronado por un observatorio al que dotó de los mejores instrumentos astronómicos de la época. Dicho observatorio fue visitado y alabado por Louis Antoine de Bougainville y James Cook.
Desde dicho observatorio observaría también el tránsito del 3 de junio de 1769 y el tránsito de Mercurio del día 10 de noviembre de 1769. 
Además de las observaciones astronómicas, Mohr también llevó a cabo observaciones y mediciones de la declinación magnética en Batavia y su última publicación en 1773 describe la erupción volcánica y el subsiguiente colapso de la montaña Gunung Papandajan, de cerca 3000 m de altura.
Mohr muere en octubre de 1775. Tras su muerte el observatorio cayó en ruinas y fue demolido a principios del siglo XIX.

### Honores
- El planeta menor (5494) Johanmohr recibe su nombre en su honor.